# Немања Станојев
Немања Станојев (Србобран, 6. августа 1990) српски је фудбалер. Висок је 184 центиметра и игра у одбрани.

## Трофеји и награде
Бечеј
- Војвођанска лига Северː 2016/17.[5]
- Српска лига Војводина: 2017/18.[6]